# Karbach (Unterfranken)
Karbach este o comună de tip târg (în germană: Markt) din landul Bavaria, Germania. Deoarece există mai multe localități cu acest nume, atunci când este nevoie se precizează astfel: Karbach (Unterfranken).